# Историја Чада
Чад (арап. تشاد [], фр. Tchad), званично Република Чад (арап. جمهورية تشاد [], фр. République du Tchad), држава је у централној Африци без излаза на море. Граничи с Либијом на северу, Суданом на истоку, Централноафричком Републиком на југу, Камеруном на југозападу и Нигеријом и Нигером на западу. Због велике удаљености од мора и пустињске климе, земља се понека назива "Мртво срце Африке".

## Преисторија
Територија Чада има неке од најбогатијих археолошких налазишта у Африци. Палеонтолог Мајкл Брунет пронашао је лобању прачовека, 2002. године, најстарију икада откривену на свету, а 1996. године и вилицу прачовека. Постоји велики број доказа о људским насељима на простору Чада, која су постојала пре неколико хиљада година.
Током 7. миленијума пре нове ере, на простору северног дела Чада од реке Инд на истоку, до Атлантика на западу, била су рана људска насеља. Цртеж на камену, пронађен у регији Енеди датира из 7. миленијума пре нове ере.
У преисторијском периоду Чад је био много кишовитији предео него данас, што потврђују цртежи великих животиња приказаних на стенама које су настањивале само кишна предела. Цртежи су пронађени у регијама Тибести и Борко.
Порекло народа Чада и даље није разјашњено. Постоји неколико археолошких налазишта која су само делимично проучавана, као и још неке локације које имају потенцијал за истраживање, али нису истраживане.

## Ера империја (900—1900)
Крајем првог миленијума нове ере почеко је формирање држава преко централног Чада између предела пустиња и савана. Наредних векова ове државе, њихови односи и становништво подручја, битан су део историје Чада. Недавна истраживања показала су да су аутохотни Африканци основали ове државе, а не Арапи, као што се раније веровало. Упркос томе, имигранти који говоре арапским језиком имали су значајне улоге у формирању ових држава и уопште у историји Чада.
Већина држава биле су краљевства, у којима је краљ сматран божанским и обдарен духовним силама. Све државе су биле милитаристичке, али ниједна није могла да се шири даље у јужни Чад, где су биле густе шуме. Контрола над трговачким путевима формирана је и имала важну улогу у овим државама. Иако су многе државе биле проширене, а неке нестале, највеће и најдуговечније биле су империје Канем Борну, султанати Багирми и Вадај.

### Канем Борну
Канем Борну царство настало је у 9. веку североисточно од језера Чад. Историчари су се сложили да су лидери ове државе били преци народа Канебу. Крајем 14. века, унутрашње борбе и напади разорили су државу. Око 1396. године, ратници Билала народа присилили су тадашњег вођу државе да напусти земљу и пребаци народ Канебу у Борно, на западном делу језера Чад. Након тога, нови главни град Канури државе постао је Нгазаргаму. Канем Борну достигао је свој врхунац током владавине државника Маја Идриса Алуме (157—1603). Алума је остао упамћен због својих вештина, административних реформи и исламске побожности. Административне реформе и војна бриљантност Алуме одржали су империју до средине 17. века, када је његов утицај ослабио. Почетком 19. века, Канел Борну је пропало као царство, а 1808. године, Фулани из Сокотског калифата освојили су Њазаргаму. Царство је и даље постојало, али га је династција Саифава освојила 1846. године, а оно званично престало да постоји 1893. године.

### Багирми и Вадај
Осим царства Канем Бону, постојале су и државе Багирми и Вадај. Багирми се појавила на југоистичном делу Канем Бонуа у 16. веку. Држава је исламизована и постала султанат. Почетком 19. века Багрими је суочена са кризом и војно јој је претило краљевство Вадај. Иако се Багрими успростравио, на крају се предао како би од Вадај царства добио помоћ око унутрашњих неслагања. Главни град Багирмија је уништен 1893. године, а султан је тражио и добио статус протектората од стране Француске.
Стационирано на североистоку од Багирмија, Вадај је било не-муслиманско краљевство које се појавило у 16. веку. Почетком 12. века групе у региону окупиле су се око Абд ел Карима Сабуне који је срушио владајућу етничку групу Туњур, претварајући територију Вадаја у исламски султанат.
Око 1804. године под владавином Сабуна, султанат је почео да шири своју моћ. Откривена је нова трговачка рута на северу. Сабун је почео да прави сопствени новац, увози оружје и војне саветнике из северне Африке. Сабунови наследници били су мање способни од њега, а Дафур је искористио спорну сукцесију 1838. године како би ставио себе на власт.

## Колонизација (1900—1940)
Французи су први пут продрли у Чад 1891. године, успостављајући свој ауторитет кроз војне експедиције првенствено против муслиманских краљевства. Одлучујућа колонијална битка за Чад одиграла се 22. априла 1900. године код Кусерија, између снага француског мајора Франсуа Жозефа Ламија и суданског ратног официра Рабиха аз-Зубаира. Оба лидера убијена су током битке.
Године 1905. административна одговорност Чада била је под гувернером из Бразавила, који је тада био главни град Француске екваторијалне Африке. Чад није имао посебан колонијално статус све до 1920. године, када је био под гувернатом у Форт Ламију (данас Нџамена).
У колонизованом Чаду модернизација на свим пољима изузетно је слабо напредовала. Један од разлога заузимања Чада од стране Француза била су његова поља памука. Током колонијалног периода, велика подручја Лада никад нису била ефикасно вођена. Велики број јединица за вођење делова земље је растуштен, а у централном Чаду, Француски утицај био је нешто мањи него у другим деловима земље. Французи су ефикасно водили земљу и имали потпуну власт само у јужним деловима.

## Деколонизација (1940—1960)
Током Другог светског рата, Чад је био прва француска колонија која је стала на стану савезника, 26. августа 1940. године, након пораза Француске од стране Немачке. Под администрацијом Фелика Ебоуа, првог црног француског гувернера, војне колоне пуковника Филипа Лекрека, као и два батаљона либијских трупа, кренуло је северно од Нџамена да би се укључиле у борбе у Либији. Дана 21. јануара 1942. године, Нџамена је бомбардована од стране Немаца.
Након завршетка рата, локалне странке су почеле да се развијају у Чаду. Прва настала била је Чаданска напредна странка, фебруара 1947. године. Конкурентска Чадска демокоратска унија основана је у новембру 1947. године и заступала је француске комерцијалне интересе и блок традиционалних лидера састављених првенствено од племића
Чадска напредна странка победила је на изборима у мају 1957. године, а Лисете је водио владу територијалне скупштине све док није изгубио на гласању, 11. фебруара 1959. године. Након референдума о територијалној аутономији, 28. септембра 1958. године, француска колонијална Влада Чада је распуштена.
Након Лисетеовог пада, у фебруару 1959. године, лидери опозиције Гонтоме Салоуба и Ахмед Кумахалах нису могли да формирају стабилну владу, па је Чаданска напредна странка тражила да се формира поновна администрација, што је учињено 26. марта 1959. године.
Дана 12. јула 1960. године, Француска је признала независност Чада, а 11. августа 1960. године, Чад је постала независна земља, Франсоа Томбалбаје њен први председник.

## Чад за време Томбалбајева (1960—1975)
Један од најистакнутијих аспеката Томбалбајеве владавине, био је његов ауторитаризам и неповерење према демократији. Већ у јануару 1962. године забранио је све политичке партије осим своје и одмах почео са преузимањем тоталне власти у земљи. У то време, затварано је хиљаде његових политичких противника.
Томбалбај је дискриминисао и слабо улагао у северне и централне делове Чада, чије је званичнике сматрао арогантним и неспособним. Због незадовољства, 1. новембра 1965. године била је побуна у региона Гера, у којој је погинуло око 500 људи. Годину дана касније, након оснивања Националног ослободилачког фронта Чада почео је грађански рат.
Томбалбаје је примио француске трупе, који нису успели да угуше побуну. Као последица тога, 13. априла 1975. године, неколико јединца из Нџамене убили су Томбалбајева током пуча.

## Грађански рат (1979—1982)
Унутрашњна неслагања у држави подстакла су премијера Хисен Хабреа да пошаље војне једнице против Феликс Малумове националне армије, у главном граду, фебруара 1979. године. Малум је избачен из председништва, али је грађански рат кулминирао поделом у 11 различитих фракција. У то време друге афричке владе одлучиле су да интеренишу и пошаљу своје трупе у Чад.
Серија од четири међународне конференције одржане под покровитељством Нигерије, а потом и Организације афричког јединства, покушале су заједно да зауставе рат. На четвртој конференцији одржаној у Лагосу у Нигерији, у августу 1979. године, потписан је споразум Лагос, који је успоставио прелазну владу Чада до наредних избора. У новембру 1979. године прелазна влада националног јединства основама је са мандатом од 18 месеци. Гукуни Уедеј проглашен је за председника, а Хисен Хабе за министра одбране. Ова коалиција није дуго потрајала и поново су почели немири, услед којих је Фукуне некако успео да заузме контролу над главним градом.

## Чадско-либијски сукоби (1978—1987)
На простору Чада одиграо се велики број сукоба између либијских и чадских снага, који су трајали од 1978. до 1987. године. Сукоб је сачињавао низ либијских интервенција у Чаду 1978—1979, од 1980—1981. и од 1983. до 1987. године. Либија је овим интервенцијама заправо била и учесник Чадског грађанског рата, и то на страни побуњеника са севера. За то је време Чад имао изравну потпору Француске.
Либија је учешће у рату искористила за анексију појаса Аузу, региона чије је питање припадности нерешено још од доба колонијалне владавине у овим двема земљама. Начин вођења рата радикално се променио тек 1986. године, када су се све чадске снаге ујединиле и протерале либијску војску са севера земље.

## Чадски грађански рат (2005–2010)
Чадска је влада позвала грађане да се мобилишу против „заједничког непријатеља“, позивајући се на милитантне члановиме за демократ. Између 26. децембра и 28. децембра РДЛ и СЦУД удружили са још шест других побуњеничких група да се формира Уједињени Фронт за демократске промене савез побуњеника, коју је предводио Мухамед Ноур.
Судан је предложио да две земље користе заједничке граничне патроле, баш као што су радили 2003. године, како би спречили нападе Чадових група побуњеника у Судану. 19. јануара, суданске власти су ухапсиле Абделвахит Абуд Мекиа, бившег шефа ФИДЕЛ-а и актуелног команданта у ФУЦ, заједно са 20 других побуњеника у зависности од извештаја, после датог интервјуа на суданском радију наводећи да је у Картуму и да ФУЦ имају пријатељске везе са суданском владом.
Афричка унија је послала делегате оба народа. Делегацију Судана је предводио Баба Гана Кингибе. Чадско Министарство спољних послова је упутило поруку суданском амбасадору у Чаду да прекину све агресију Чад. 30. децембра нигеријски председник Олусегун Обасанџо предложио је једнодневни самит групације са лидерима Египта, Либије, Чада, Судана и Нигерије да реше конфликт. Египат је предложио да место и датум самита буде Триполи 4. јануара 2006, али тај самит је одложен.
Чадски министар спољних послова Ахмед Алам Ми састао се са замеником америчког државног секретара Роберт Зеликом 10. јануара. Портпарол Стејт департмента Џастин Хигинс је изјавио да је заменик секретара истакао да је ситуација веома опасна и изразили су забринутост због расељених лица са обе стране границе. Он је приметио да сукоб између странака ризикује угрожавање живота цивила и избеглица.